# Bythaelurus immaculatus
Bythaelurus immaculatus är en hajart som först beskrevs av Chu och Meng 1982.  Bythaelurus immaculatus ingår i släktet Bythaelurus och familjen rödhajar. IUCN kategoriserar arten globalt som otillräckligt studerad. Inga underarter finns listade.